# Gulörad spindeljägare
Gulörad spindeljägare (Arachnothera chrysogenys) är en fågel i familjen solfåglar inom ordningen tättingar.

## Utseende och läte
Gulörad spindeljägare är en stor medlem av sitt släkte med gult runt ögat och i en fjädertofs på kinden. Näbben är tvåfärgad, vid näbbroten skäraktig, mot spetsen mörkare. Svag streckning på strupen, något längre och smalare näbb, större örontofs och något smalare ögonring skiljer den från liknande glasögonspindeljägaren. Lätet är ett rätt torrt tjittrande.

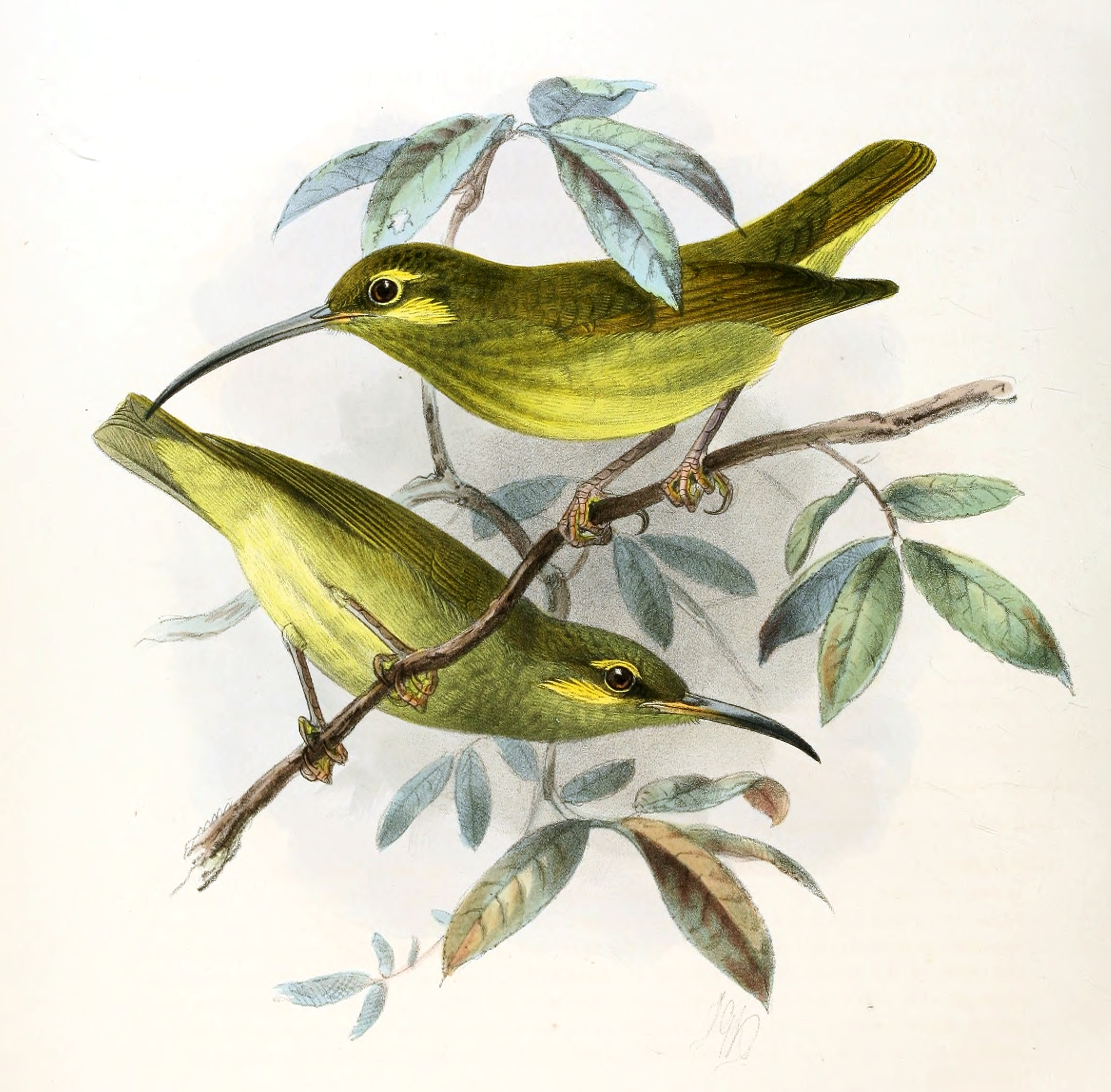

## Utbredning och systematik
Gulörad spindeljägare förekommer i Sydostasien. Den delas in i två underarter med följande utbredning:
- Arachnothera chrysogenys chrysogenys – förekommer i södra Myanmar, södra Thailand, Malackahalvön, Sumatra, Java och västra Borneo

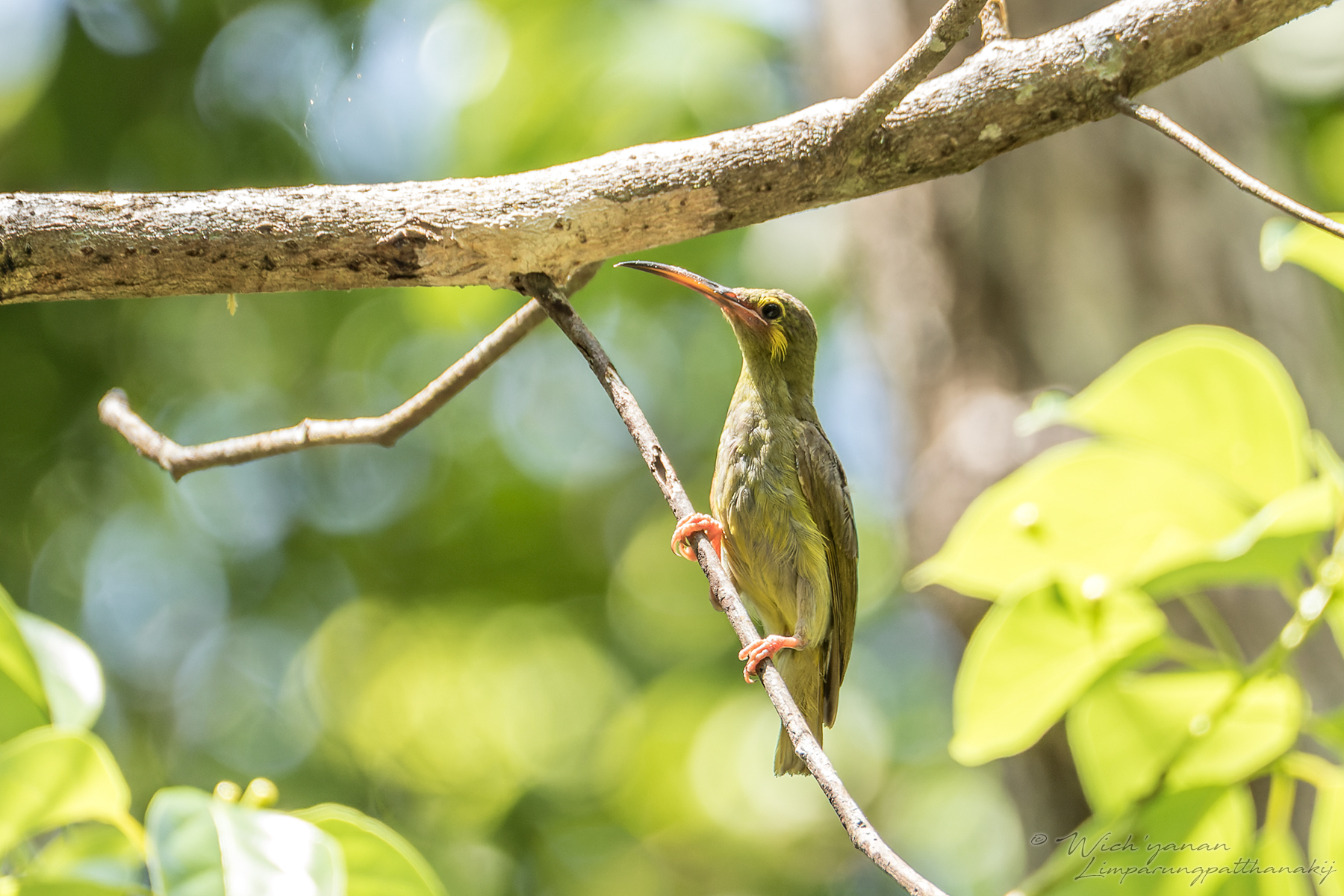

- Arachnothera chrysogenys harrissoni – förekommer på östra Borneo

## Status och hot
Arten har ett stort utbredningsområde, men tros minska i antal, dock inte tillräckligt kraftigt för att den ska betraktas som hotad. Internationella naturvårdsunionen IUCN listar därför arten som livskraftig (LC).